# Adrian von Nikomedien

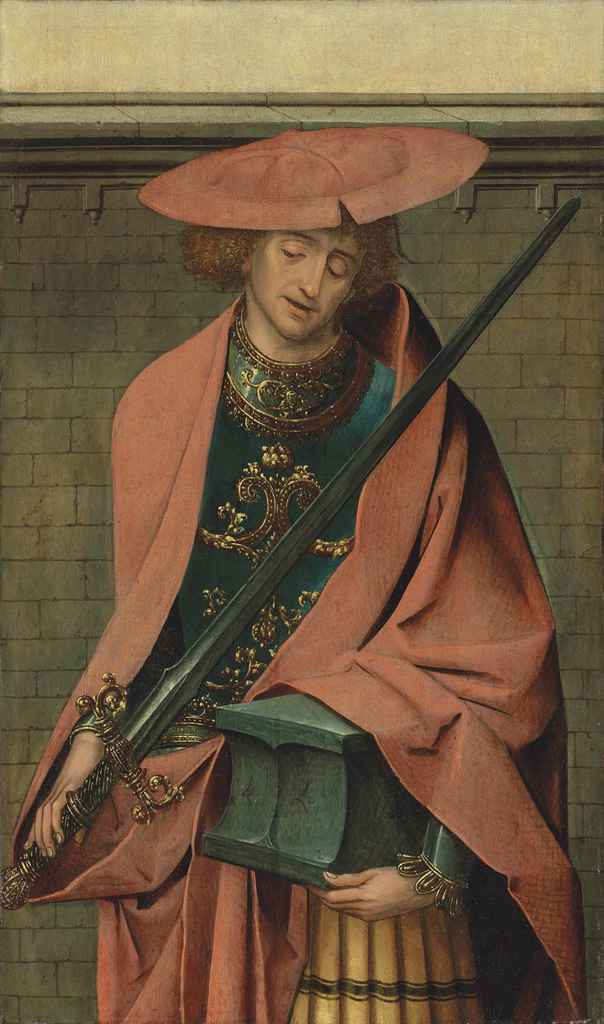
St. Adrian

Adrian von Nikomedien oder (Sankt) Adrianus (Hadrian von Nikomedia; † 306) war ein römischer Offizier und christlicher Märtyrer, der nach der Legende am 4. März 306 in Nikomedia unter dem römischen Kaiser Galerius Valerius Maximianus, einem erbitterten Gegner des Christentums, durch das Abschlagen der Hände, das Zertrümmern der Beine auf einem Amboss und anschließende Enthauptung den Tod fand.

## Martyrium

### 1. Überlieferung

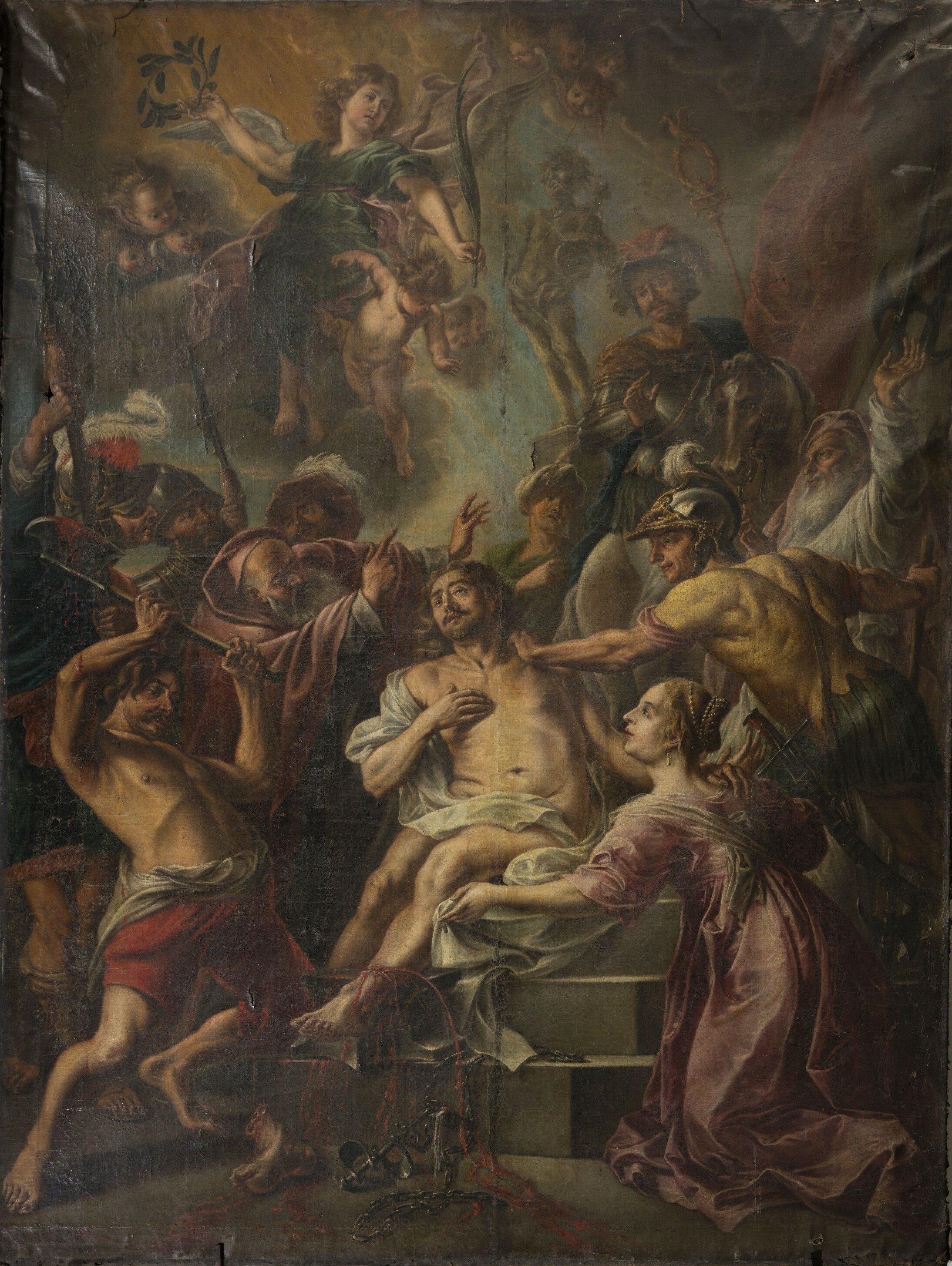
Martyrium des heiligen Adrian von Cornelis Schut

Adrianus war ein Offizier der römischen Armee und lebte zur Zeit der Kaiser Diokletian und Maximian (284–305) mit seiner Frau Nathalia in Nikomedien. Um das Jahr 300 ließ Maximian 23 Christen verhaften, die sich in eine Höhle zurückgezogen hatten, und unterwarf sie mancherlei Foltern. Adrianus wurde Zeuge dieser Geschehnisse und fragte die Märtyrer, aus welchem Grund sie so unerträgliche Foltern erduldeten. Sie antworteten ihm: „Wir erdulden all das, um die unaussprechliche Seligkeit zu gewinnen, die Gott denen bereitet hat, die leiden um Seinetwillen.“ Adrianus verlangte daraufhin vom Schreiber, er möchte seinen Namen denjenigen der Märtyrer hinzufügen. Er wurde sogleich festgenommen und gefesselt ins Gefängnis geworfen. Als Nathalia erfuhr, dass ihr Mann eingekerkert worden war, dachte sie, er habe etwas Schlechtes getan, und weinte. Doch als man ihr sagte, dass er um des Bekenntnisses zu Christus willen ergriffen worden sei, war sie glücklich, legte Festgewänder an und eilte ins Gefängnis. Sie küsste seine Fesseln und lobte seinen Entschluss und ermutigte ihn zur Standhaftigkeit in den Prüfungen, die ihn erwarteten. Am andern Tag wurde ihm der Gerichtstermin mitgeteilt, und er erhielt die Erlaubnis, seine Frau zu benachrichtigen. Als diese ihn kommen sah, glaubte sie, er habe sich wieder vom Christentum losgesagt, verriegelte die Tür und rief ihm zu: „Wer mich verleugnet vor den Menschen, den werde ich verleugnen vor meinem Vater, der in den Himmeln ist.“ (Mt 10,33 ) Doch als Adrianus ihr den wahren Grund seines Kommens mitteilte, öffnete sie die Tür weit, umarmte ihn und beschloss, mit ihm zum Gericht zu gehen.

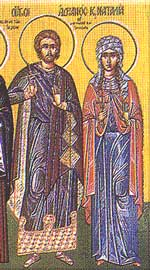
St. Adrian und seine Frau St. Natalia

Einige Tage später wurde Adrianus dem Kaiser vorgeführt und auf sein mutiges Bekenntnis hin so schwer geschlagen, dass seine Eingeweide hervortraten. Dann trug man ihn ins Gefängnis zurück, denn er konnte nicht mehr gehen. Nathalia schnitt sich die Haare und legte Männerkleider an, sodass es ihr gelang, sich ins Gefängnis zu schmuggeln, um ihren Mann und die anderen Märtyrer zu pflegen, obwohl der Kaiser befohlen hatte, ihnen jedwede Pflege zu versagen. Als Maximian vernahm, dass man seinen Befehl umgangen hatte, wurde er so zornig, dass er den 23 Märtyrern im Schraubstock die Beine zerquetschen, Adrianus aber die Hand abhacken ließ. Unter dieser Folter starben sie. Einem Christen gelang es, die Leiber nach Argyroupolis bei Byzanz zu bringen, wo sie mit Ehren bestattet wurden. Nathalia lebte noch eine Zeitlang bei dem Grab.

### 2. Überlieferung
Als man die gefangenen Christen während der Folterung fragte, welche Belohnung sie sich von Gott erwarteten, antworteten sie: „Was kein Auge gesehen hat und kein Ohr gehört hat und in keines Menschen Herz gekommen ist, was Gott bereitet hat denen, die ihn lieben.“ (1 Kor 2,9 ) Adrianus war über ihren Mut und ihre Standhaftigkeit so erstaunt, dass er sich ihnen anschloss und sich fortan Christ nannte ohne getauft zu sein. Er selbst wurde sofort ins Gefängnis geworfen. Seine Frau Natalia konnte als Junge verkleidet zu ihm gelangen, um ihm Trost zu spenden und für ihn zu beten. Am nächsten Tag wurden seine Glieder auf einen Amboss abgeschlagen, er wurde enthauptet und starb in den Armen seiner Frau. Danach sollte er mit 23 anderen Märtyrern verbrannt werden. Als die Scharfrichter begannen, ihre Körper anzuzünden, erhob sich ein gewaltiger Gewittersturm, der das Feuer auslöschte und die Scharfrichter durch Blitze tötete. Christen bargen Adrians Leichnam und bestatteten ihn am Stadtrand von Byzanz. Natalia sollte wieder verheiratet werden, floh aber nach Byzanz in die Nähe von Adrians Grab und nahm eine Hand Adrians, die sie fand, an sich. Als sie starb, wurde sie ebenfalls bei den Märtyrern beerdigt.

## Geschichte
Die Überlieferung wird in Frage gestellt, da manche Quellen zwei Märtyrer aus Nikomedia mit dem Namen Adrian kennen, einen während der Herrschaftszeit Diokletians (284–305) und einen unter Licinius (308–324).

## Feiertag
In der Griechisch-Orthodoxen Kirche wird am 26. August Sankt Adrianus zusammen mit Sankt Natalia und ihren 23 Gefährten gefeiert. In der römisch-katholischen Kirche wird er am 8. September ohne seine Frau geehrt.
In Byzanz wurde Adrian von Nikomedien bereits im 7. Jahrhundert verehrt. Ein Verehrungskult um diesen Märtyrer entstand ab dem 12. Jahrhundert auch in Frankreich und den Niederlanden.

## Gedenkstätten

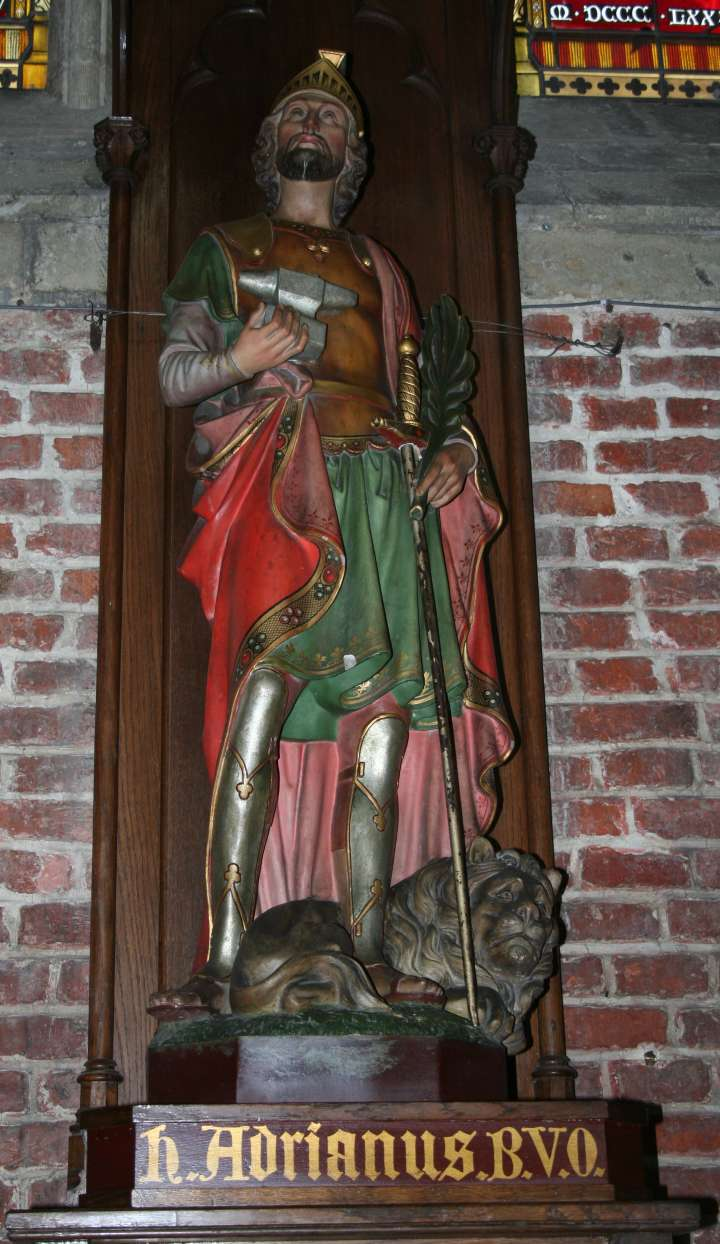
St. Adrian in der Michaelskirche in Gent (Belgien)

Im 7. Jahrhundert wurde das Sitzungsgebäude des römischen Senats (Curia) zur Kirche Sant’Adriano al Foro geweiht. Reliquien befinden sich in der Abtei St. Adrian in Geraardsbergen (Belgien). In der Pfarrkirche St. Gertraud (Würzburg) befinden sich ebenfalls Adrianus-Reliquien, die 1803 aus der profanierten Markuskirche (die Kirche eines wie St. Gertraud ebenfalls im Stadtviertel Pleich gelegenen ehemaligen Dominikanerinnenklosters) von Würzburger Bürgern dorthin verbracht worden waren, wo die Knochen neu gefasst, einen neuen Schrein gelegt und ab 1806 auch wieder, ab 1828 auch gefördert von einer Adrianus-Bruderschaft, öffentlich verehrt wurden. Reste des Reliquiars mit dem „Heiligen Leib“ des Märtyrers werden dort noch aufbewahrt.

## Schutzpatron
St. Adrianus ist Schutzpatron der Soldaten, Waffenhändler, Wachen und Schmiede, aber auch der Metzger und Brauer. Er wird gegen Seuchen wie die Pest und gegen Epilepsie angerufen.

## Ikonographie
Adrian von Nikomedien ist gelegentlich auf französischen, niederrheinischen, flämischen und niederländischen Gemälden des Spätmittelalters dargestellt. Er wird meist als bewaffneter Soldat mit einem Amboss in der Hand oder zu seinen Füßen abgebildet. Zu den bedeutendsten Gemälden, auf denen er zu entdecken ist, zählt ein Altarflügel von Hans Memling. Zu finden ist er auch auf dem um 1480 entstandenen Hedwigsaltar der Katharinenkirche in Brandenburg, Havel. Dort erscheint er als Pestpatron gemeinsam mit dem hl. Rochus. Eine Statue befindet sich in der Michaelskirche in Gent (Belgien).